# Trigonobalanus
Trigonobalanus (sinónimos Colombobalanus, Formanodendron) es un género de tres especies de árboles perennes perteneciente a la familia Fagaceae, relacionado con las hayas y castaños. Las especies se encuentran, una en el norte de Suramérica y las otras dos en el sudoeste de Asia. Algunos botánicos tratan las tres especies en géneros separados.

## Especiesy sinónimos
- Trigonobalanus doichangensis (A.Camus) Forman (syn. Formanodendron doichangensis (A.Camus) Nixon & Crepet). Subtropical Yunnan a norte de Tailandia.
- Trigonobalanus excelsa Lozano, Hern. Cam. & Henao (syn. Colombobalanus excelsa (Lozano, Hern. Cam. & Henao) Nixon & Crepet). Endémico de Colombia.
- Trigonobalanus verticillata Tropical Indonesia y Malasia.